# チャールズ・ミンガス
チャールズ・ミンガス（Charles Mingus、1922年4月22日 - 1979年1月5日）は、アメリカ合衆国のジャズ演奏家（ベーシスト、作曲家、バンドリーダー、時にピアニスト）。人種差別反対活動でも有名だった。

## 略歴
1943年にルイ・アームストロングのバンドで活動。1945年に初レコーディングを経験。1950年代前半には、チャーリー・パーカーやバド・パウエルと共演し、ベーシストとして名を広めていく。また、自分のレーベル、デビュー・レコードを立ち上げた。このレーベルの音源としては、チャーリー・パーカー（契約上の問題でチャーリー・チャンと表記された）やディジー・ガレスピーと共演した『ジャズ・アット・マッセイ・ホール』が有名だが、ベースの音量が小さかったため、ミンガスがベースをオーバー・ダビングしたというエピソードがある。
1956年、ジャズに物語的要素を持ち込んだ『直立猿人』を発表し、作曲家としてもバンド・リーダーとしても名声を高めた。1959年発表の『ミンガス・アー・アム』には、リトルロック高校事件に応じて人種差別主義者の白人知事を皮肉った「フォーバス知事の寓話」や、後にジョニ・ミッチェルやジェフ・ベックがカヴァーした「グッドバイ・ポーク・パイ・ハット」を収録した。
1962年にはタウン・ホールでコンサートを開いたが、その際にジャズ・マンのフェス・ウィリアムズに対して、共演するよう誘ったという。同年発表の『オー・ヤー』では、ベースを弾かずにボーカルとピアノを担当し、新たな一面を見せた。その後、ミンガス自身によるピアノ・ソロ作品『ミンガス・プレイズ・ピアノ』も発表。ミンガスのバンドには、ジョン・ハンディ、エリック・ドルフィー、ローランド・カーク等のプレイヤーが出はいりしてきた。1962年には、穐吉敏子も一時的に在籍した。
1960年代後半は活動が停滞するが、1970年代に入ると再び活動が活発化した。シンガーソングライターのジョニ・ミッチェルは、ジャコ・パストリアス等のメンバーを従え、ミンガスに捧げるアルバム『ミンガス』を制作。ミンガス本人もレコーディングに立ち会ったが、アルバム完成前に亡くなり、1979年7月、ミンガスへの追悼盤という形で発表された。
晩年は、筋萎縮性側索硬化症で車椅子生活となり、ベースを弾けなくなったが、作曲・編曲活動は死の直前まで続けていた。
- ミンガスの音楽の多くはハード・バップの感触を持ち、ゴスペルの大きな影響を受けていた。時に、サード・ストリームやフリー・ジャズやスペイン音楽の要素を取り入れることもあった。
- 音楽表現によって編成も大きく変わり、ピアノソロから大所帯のアンサンブルまで、そのスタイルは多岐に及ぶ。
- デューク・エリントンを敬愛していた。デュークが1962年に制作した『マネー・ジャングル』に、マックス・ローチと共に参加した。自分のリーダー・アルバムでも、「ムード・インディゴ」「Cジャム・ブルース」といったデュークの曲を取り上げている。
- 黒人に対する人種差別には激しく抵抗していたが、有能なミュージシャンであれば白人でも迎え入れた。とりわけ、ジミー・ネッパー（トロンボーン）はお気に入りだったという。また、最初の妻・2人目の妻ともに白人だった。
- 『俺をチャーリーと呼ぶな、チャールズと呼べ』と名前の呼び方にもクレームをつけるなどと頑固でいつも怒っていたような印象を与えたと伝わっている。
- うつ病、もしくは双極性障害の傾向にあった。
- 葉巻とチェスの愛好家であった。サックス奏者のポール・デスモンドも、ミンガスとチェスの対戦を楽しんだという。

ローリング・ストーン誌が選んだ「史上最高のベーシスト50選」で第2位に選ばれている。

## ディスコグラフィ

### リーダー・アルバム
- Baron Mingus - West Coast 1945–49 (1949年、Uptown)
- Strings and Keys (1951年、Debut)
- The Young Rebel (1952年、Swingtime)
- The Charles Mingus Duo and Trio (1953年、Fantasy)
- Charles Mingus Octet (1953年、Debut)
- 『ジャズ・コンポーザーズ・ワークショップ』 - Jazz Composers Workshop (1954年、Savoy)
- 『ジャズ・エクスペアリメンツ・オブ・チャールズ・ミンガス』 - The Jazz Experiments of Charlie Mingus (1954年、Period/Bethlehem)
- 『ミンガス・アット・ザ・ボヘミア』 - Mingus at the Bohemia (1955年、Debut)
- 『チャールズ・ミンガス・クインテット＋マックス・ローチ』 - The Charles Mingus Quintet & Max Roach (1955年、Debut)
- 『直立猿人』 - Pithecanthropus Erectus (1956年、Atlantic)
- 『道化師』 - The Clown (1957年、Atlantic)
- 『ミンガス・スリー』 - Mingus Three (1957年、Jubilee)
- 『メキシコの想い出』 - Tijuana Moods (1957年、RCA)
- 『イースト・コースティング』 - East Coasting (1957年、Bethlehem)
- 『ジャズ&ポエトリー』 - A Modern Jazz Symposium of Music and Poetry (1957年、Bethlehem)
- Jazz Portraits: Mingus in Wonderland (1959年、United Artists)
- 『ブルース&ルーツ』 - Blues & Roots (1959年、Atlantic)
- 『ミンガス・アー・アム』 - Mingus Ah Um (1959年、Columbia)
- 『ミンガス・ダイナスティ』 - Mingus Dynasty (1959年、Columbia)
- 『プリ・バード』 - Pre Bird (1960年、Mercury) 
のち（改題）『ミンガスの再訪』 - Mingus Revisited
- 『ミンガス・アット・アンティーブ』 - Mingus at Antibes (1960年、Atlantic)
- 『ミンガス・プレゼンツ・ミンガス』 - Charles Mingus Presents Charles Mingus (1960年、CANDID)
- 『ミンガス』 - Mingus (1960年、CANDID)
- 『リインカーネイション・オブ・ア・ラヴ・バード』 - Reincarnation of a Lovebird (1960年、CANDID)
- 『オー・ヤー』 - Oh Yeah (1961年録音/1962年発表、Atlantic)
- 『タウン・ホール・コンサート』 - Town Hall Concert (1962年、United Artists) 
のち The Complete Town Hall Concert (1962年 [1994年]、Blue Note)
- 『黒い聖者と罪ある女』 - The Black Saint and the Sinner Lady (1963年、Impulse!)
- 『ミンガス・プレイズ・ピアノ』 - Mingus Plays Piano (1963年、Impulse!)
- 『5（ファイヴ）ミンガス』 - Mingus Mingus Mingus Mingus Mingus (1963年、Impulse!)
- 『トゥナイト・アット・ヌーン』 - Tonight at Noon (1957年・1961年録音/1964年発表、Atlantic)
- 『コーネル1964』 - Charles Mingus Sextet with Eric Dolphy Cornell 1964 (1964年 [2007年]、Blue Note)
- 『タウン・ホール・コンサート』 - Town Hall Concert (1964年、Jazz Workshop)
- Revenge! (1964年 [1996年]、Revenge)
- 『ザ・グレート・コンサート・オブ・チャールズ・ミンガス』 - The Great Concert of Charles Mingus (1964年、America)
- 『ミンガス・イン・ヨーロッパVol.1』 - Mingus in Europe Volume I (1964年 [1988年]、Enja)
- 『ミンガス・イン・ヨーロッパVol.2』 - Mingus in Europe Volume II (1964年 [1988年]、Enja)
- Right Now: Live at the Jazz Workshop (1964年、Fantasy)
- 『ミンガス・アット・モンタレー』 - Mingus at Monterey (1964年、Jazz Workshop/Fantasy)
- 『マイ・フェイヴァリット・クインテット』 - My Favorite Quintet (1965年、Jazz Workshop)
- 『ミュージック・リトゥン・フォー・モンタレー1965』 - Music Written for Monterey 1965 (1965年、Jazz Workshop)
- 『イン・パリ1970』 - Charles Mingus in Paris: The Complete America Session (1970年 [2006年]、Sunnyside/DIW)
- Charles Mingus Sextet In Berlin (1970年、Beppo)
- 『チャーリー・ミンガス・ウィズ・オーケストラ』 - Charles Mingus with Orchestra (1971年 [1987年]、Columbia/DENON) （東京録音）
- 『レット・マイ・チルドレン・ヒア・ミュージック』 - Let My Children Hear Music (1971年、Columbia)
- 『アンド・フレンズ・イン・コンサート』 - Charles Mingus and Friends in Concert (1972年、Columbia)（2 CD）
- 『ミンガス・ムーヴス』 - Mingus Moves (1973年、Atlantic)
- 『ミンガス・アット・カーネギー・ホール』 - Mingus at Carnegie Hall (1974年、Atlantic)
- 『チェンジズ・ワン』 - Changes One (1974年、Atlantic)
- 『チェンジズ・トゥー』 - Changes Two (1974年、Atlantic)
- 『クンビア&ジャズ・フュージョン』 - Cumbia & Jazz Fusion (1977年、Atlantic)
- 『スリー・オア・フォー・シェイズ・オブ・ブルース』 - Three or Four Shades of Blues (1977年、Atlantic)

### ミンガス・ビッグ・バンドによる没後アルバム
いずれのミンガス・ビッグ・バンド作品においてもチャールズ・ミンガス自身は演奏していない。
- 『サムシング・ライク・ア・バード』 - Something Like A Bird (1979年、Atlantic)
- 『ミー、マイセルフ・アン・アイ』 - Me, Myself An Eye (1979年、Atlantic)
- 『エピタフ』 - Epitaph (1990年、Columbia)
- 『ミステリアス・ブルース』 - Mysterious Blues (1990年、CANDID)

### その他のアルバム
- Jazz At Massey Hall (1953年) ※チャーリー・パーカー、ディジー・ガレスピー、バド・パウエル、マックス・ローチとの連名
- 『マネー・ジャングル』 - Money Jungle (1962年) ※デューク・エリントン名義

## 映画音楽
- アメリカの影（英語版）（1959年）